# Mercer County, West Virginia
Mercer County är ett county i norra delen av den amerikanska delstaten West Virginia. Den administrativa huvudorten (county seat) är Princeton. 

## Geografi
Enligt United States Census Bureau så har countyt en total area på 1 090 km². 1 089 km² av den arean är land och 1 km²  är vatten. 

### Angränsande countyn
- Raleigh County - nord
- Summers County - nordöst
- Giles County, Virginia - öst
- Bland County, Virginia - syd
- Tazewell County, Virginia - sydväst
- McDowell County - väst
- Wyoming County - nordväst

### Städer och samhällen
- Athens
- Bluefield
- Bramwell
- Matoaka
- Montcalm
- Oakvale
- Princeton